# Tadim
Tadim is een plaats (freguesia) in de Portugese gemeente Braga en telt 886 inwoners (2001).